# Paolo Emilio Bilotti
Paolo Emilio Bilotti (Vallefiorita, 4 febbraio 1860 – Salerno, 25 novembre 1927) è stato un educatore, storico e archivista italiano.

## Biografia
Fu educatore e direttore di convitto a Catanzaro prima di cominciare a lavorare negli Archivi di Stato a Bari e successivamente a Caserta. Divenne direttore dell'archivio provinciale di Salerno nel 1892 e lo diresse fino al 1927, anno della sua morte. Fece parte della Regia commissione per la conservazione dei monumenti e della Società economica salernitana. Noto per il suo anticlericalismo, fu membro e successivamente maestro venerabile della loggia massonica Carlo Pisacane di Salerno e lavorò intensamente alla ricomposizione della scissione interna, avvenuta nel 1907 con la nascita della loggia Giovanni da Procida. Il tentativo ebbe successo quando, in un incontro avvenuto in Via dei Mercanti il primo marzo 1914, fu approvato un ordine del giorno di conciliazione. Nel 1920 contribuì a fondare la Società salernitana di storia patria che curò la pubblicazione della rivista di studi storici Archivio storico per la provincia di Salerno, ancora oggi attiva col nome di Rassegna storica salernitana. Personaggio di spicco della vita culturale della città di Salerno, fu anche collezionista e bibliofilo. Definito da Benedetto Croce studioso solitario e schivo, il suo profilo di storico appassionato del risorgimento emerge sia dalle sue opere sia dal patrimonio documentario lasciato all'Archivio di Stato di Salerno.

## Fondo Bilotti
Bilotti lasciò alla sua morte all'Archivio di Stato di Salerno il proprio archivio privato. Il fondo archivistico è composto di sette buste, di cui quattro contengono documenti relativi all'attività professionale e politica nel periodo in cui diresse l'Archivio di Stato e altre tre le minute delle perizie grafiche che scrisse per mandato fiduciario del Tribunale di Salerno. Fra i documenti di Bilotti sono stati inoltre trovati carteggi, circolari e documenti contabili, per un totale di tre buste, relativi alla Loggia massonica Pisacane, prodotti fra il 1918 e il 1926.
Sempre all'Archivio di Stato lasciò una ricca collezione di monete e una raccolta di volumi composta principalmente da opere del XIX e XX secolo sulla storia di Napoli e del mezzogiorno. Da segnalare nel fondo bibliografico la cospicua presenza di volumi di argomento numismatico, da una cinquecentina di Costanzo Landi alle opere classiche di Mionnet e Sambon. Di notevole interesse ai fini della documentazione sulla produzione editoriale salernitana degli inizi del XX secolo è il materiale minore, composto principalmente da opuscoli.

### Collezione numismatica
Stimata inizialmente in oltre seimila monete, successivamente alla sistemazione avvenuta nei primi anni ottanta si rivelò essere composta da circa undicimila reperti, ad oggi non ancora completamente studiati. Si tratta di una raccolta eterogenea, comprendente monete emesse dalle città della Magna Grecia, monete romane, delle zecche longobarde e normanne, fino ad arrivare ai primi anni del XX secolo. Lo stesso Bilotti aveva iniziato a classificarle, come dimostrano alcuni quaderni manoscritti rinvenuti fra i suoi documenti. Leopoldo Cassese, direttore dell'Archivio di Stato di Salerno tra il 1934 e il 1960, ne redasse un elenco al quale si fa riferimento ancora oggi.

## Opere

Relazione sull'Archivio di Stato in Salerno, 1899. Opuscolo presente nel Fondo Cuomo con dedica dell'autore

- Relazione sull'Archivio di Stato in Salerno. Con appendice sulla presente condizione degli Archivi nelle provincie meridionali, Salerno, Jovane, 1899.
- La società economica di Principato Citeriore. Notizie storiche dal 1810 al 1880, Salerno, Jovane, 1905.
- Gordiano Pio sul trono dei Cesari: nota storico-numismatica, Salerno, Jovane, 1907.
- La spedizione di Sapri: da Genova a Sanza, Jovane, 1907.
- Indagini intorno alla dotazione di Montecorvino, Stab. Tip. L'Unione, 1909.
- La monografia del prof. Matteo Della Corte su la Groma, Salerno, Spadafora, 1923.
- I cacciatori dell'Irno. Vicende di un battaglione di volontari nel 1860, Salerno, Spadafora, 1926.